# Maria Ann Smith

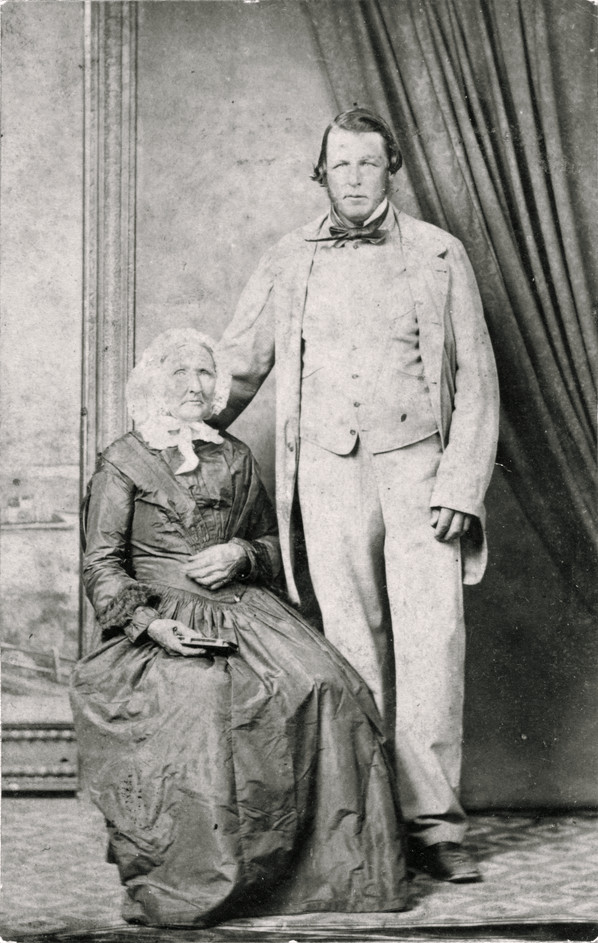
Maria Ann Smith und ihr Sohn Thomas

Maria Ann „Granny“ Smith (* 1799 in Peasmarsh, East Sussex, Vereinigtes Königreich; † 9. März 1870 in Ryde, New South Wales, Australien) war eine britisch-australische Obstbäuerin und verantwortlich für die Kultivierung der nach ihr benannten Apfelsorte Granny Smith.

## Leben
Maria Smith war Tochter der Bauern John und Hannah Sherwood in dem südenglischen Dorf Peasmarsh. Sie wurde am 5. Januar 1801 in Peasmarsh getauft. Am 8. August 1819 heiratete sie den Landarbeiter Thomas Smith (1799–1876). Da beide nicht schreiben konnten, unterzeichneten sie ihren Ehevertrag mit einer Markierung. Sie lebten die nächsten 19 Jahre in dem Dorf Beckley, East Sussex, wobei Maria acht Kinder gebar, von denen drei früh verstarben.
Die Familie Smith emigrierte 1838 mit weiteren Familien aus East Sussex und West Kent in das australische New South Wales. Sie erreichten Sydney am 27. November 1838. Thomas Smith fand eine Anstellung in Kissing Point nahe Sydney und dort blieben Thomas und Maria Smith bis zu ihrem Tod. Ihr jüngster und in Australien geborener Sohn wurde 1842 getauft. Mitte der 1850er Jahre kauften sie Land, um es mit Obstbäumen zu bestellen. Maria und ihr Ehemann verkauften ihre Produkte auf dem Markt in Sydney, darunter auch selbstgemachten Apfelkuchen.
Zwei Jahre vor ihrem Tod erhielt Maria Smith Äpfel aus Tasmanien für ihren Kuchen. Sie verwendete die Früchte und kompostierte die Kerngehäuse. Aus den Samen wuchsen Zufallssämlinge, die sie weiterkultivierte. Nach ihrem Tod kaufte Edward Gallard im Jahr 1876 große Teile der Farm und entwickelte die Apfelsorte weiter, die er zu Ehren ihrer Erstkultiviererin „Granny Smith“ (Oma Smith) nannte und die weltweit bekannt wurde.
Auf dem Südteil der Smith Farm existiert der Granny Smith Memorial Park und seit 1985 wird in Eastwood das jährlich stattfindende Granny Smith Festival abgehalten.